# Aschner József
Aschner József (Körmöcbánya, 1765. szeptember 7. – Stubnya, 1843. szeptember 22.) polgármester, országgyűlési követ.
Körmöcbánya polgármestere volt, a magyar bányászati bizottság tagja és országgyűlési követ.

## Munkái
- Auf welche Art ist die Vermehrung der klingenden Metallmünze zu bewerkstelligen. Pressburg/Pozsony. 1827.
- Kurze Übersicht der sämmtlichen Berg-, Poch-, Hütten- und Münzmanipulationen in der königl. freien Haupt-Bergstadt Kremnitz. Uo. 1828.